# 沙湾拿吉省
沙灣拿吉省是老挝南部的一个省，西隔湄公河與泰國相望，東鄰越南。首府沙湾拿吉。下分15縣。

## 行政区划
- 凯山丰威汉县（ໄກສອນ ພົມວິຫານ）（原名坎塔波里（ຄັນທະບູລີ））
- 乌吞蓬县（ອຸທຸມພອນ）
- 阿萨庞通县（ອາດສະພັງທອງ）
- 孟品县（ພີນ）
- 塞本县（车邦、色邦 ເຊໂປນ）
- 孟农县（ນອງ）
- 撻庞通县（ທ່າປາງທອງ）
- 昆县（ສອງຄອນ）
- 占鵬县（ຈຳພອນ）
- 孙纳布里县（ຊົນບຸລີ）
- 塞布里县（ໄຊບູລີ）
- 威腊布里县（ວີລະບຸລີ）
- 阿萨丰县（ອາດສະພອນ）
- 塞普东县（ໄຊພູທອງ）
- 塔帕兰塞县（ພະລານໄຊ）